# Alexander Buckner
Alexander Buckner (Jefferson megye, 1785. március 8. – Cape Girardeau megye, 1833. június 6.) az Amerikai Egyesült Államok szenátora (Missouri, 1831–1833).